# Bremenhof (Igensdorf)
Bremenhof ist ein Gemeindeteil des Marktes Igensdorf im Landkreis Forchheim (Oberfranken, Bayern).

## Geografie
Die im Erlanger Albvorland gelegene Einöde liegt etwa sechs Kilometer nordwestlich des Ortszentrums von Igensdorf auf einer Höhe von 436 m ü. NHN.

## Geschichte

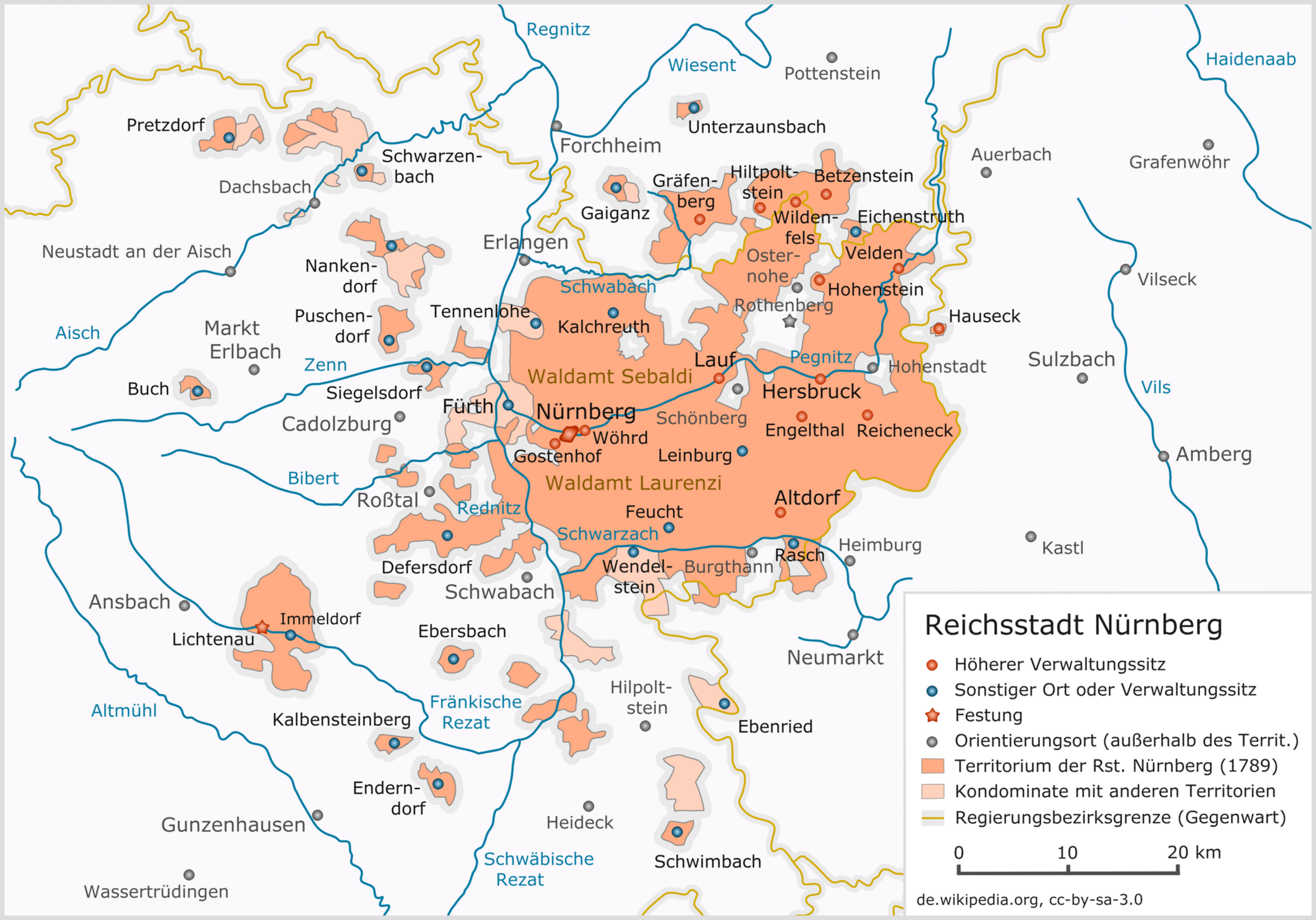
Das Landgebiet der Reichsstadt Nürnberg

Bis zum Beginn des 19. Jahrhunderts unterstand Bremenhof der Landeshoheit der Reichsstadt Nürnberg. Die Vogtei über das einzige Anwesen des Ortes übte dabei das Landalmosenamt Nürnberg aus, während die Hochgerichtsbarkeit dem zum Hochstift Bamberg gehörenden Amt Neunkirchen in seiner Funktion als Centamt oblag. Bremenhof wurde 1806 bayerisch, nachdem die Reichsstadt Nürnberg unter Bruch der Reichsverfassung vom Königreich Bayern annektiert worden war. Damit wurde der Ort ein Bestandteil der mit der „napoleonischen Flurbereinigung“ in Besitz genommenen neubayerischen Gebiete, was erst im Juli 1806 mit der Rheinischen Bundesakte nachträglich legalisiert wurde.
Durch die Verwaltungsreformen im Königreich Bayern zu Beginn des 19. Jahrhunderts wurde Bremenhof mit dem Zweiten Gemeindeedikt im Jahr 1818 ein Gemeindeteil der Ruralgemeinde Pommer. Im Zuge der Gebietsreform in Bayern wurde Bremenhof am 1. Januar 1975 in den Markt Igensdorf eingegliedert.

## Verkehr
Eine Stichstraße bindet die Einöde an das Straßenverkehrsnetz an. Vom ÖPNV wird Bremenhof nicht bedient, die nächste Haltestelle der Buslinie 223 des VGN befindet sich in Pommer und der nächstgelegene Bahnhof in Mitteldorf an der Gräfenbergbahn.